# Teatro Filarmónico de Verona
El Teatro Filarmónico es el principal teatro de ópera de Verona. Es propiedad de la Academia Filarmónica desde su fundación; la "Fondazione Arena di Verona" el teatro es la sede de la ópera de Verona en la temporada invierno (el anfiteatro romano de la Arena de Verona es el espacio operístico en verano).

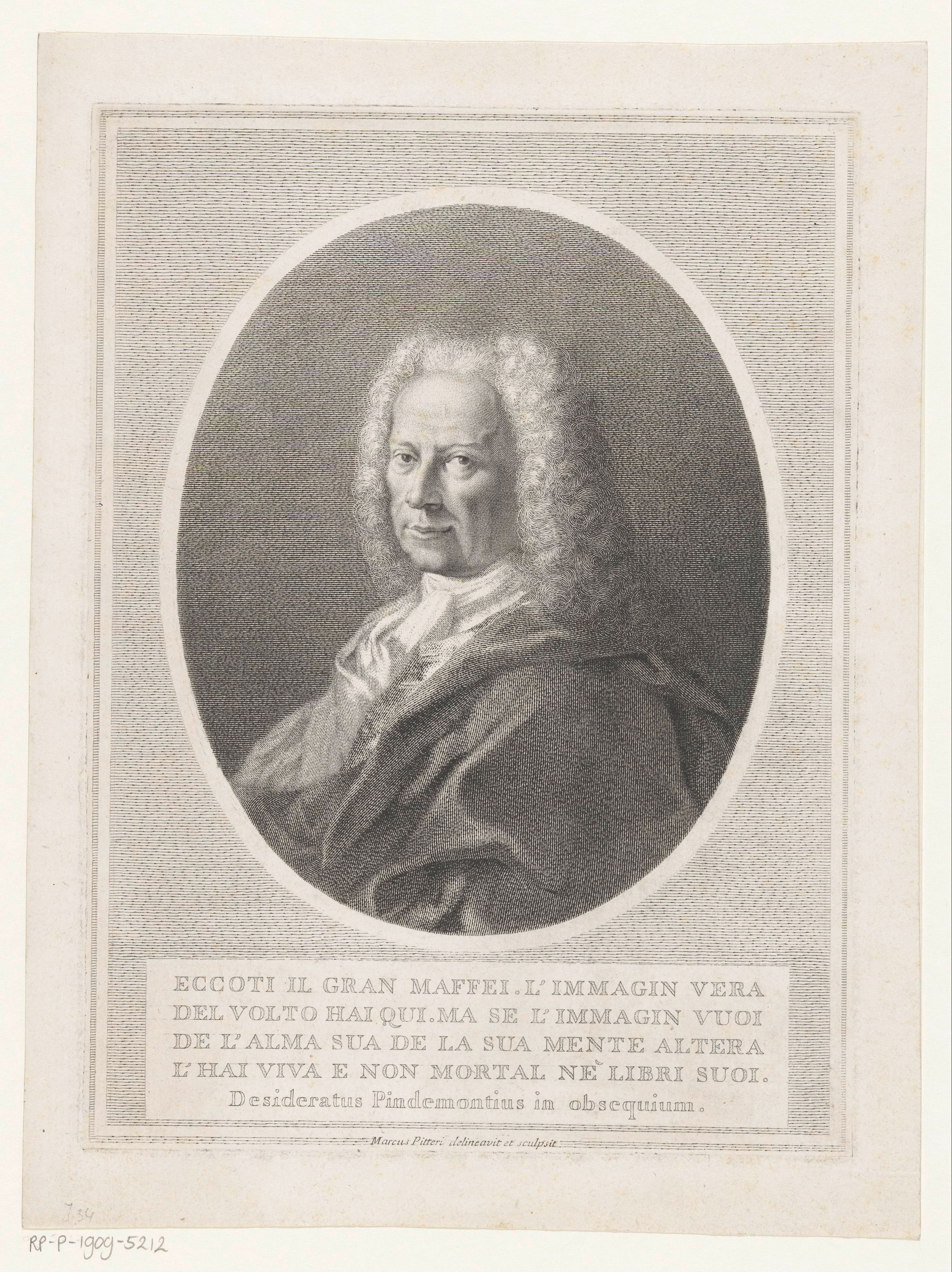
Ecipión Mafei, grabado de Marco Alvise Pitteri

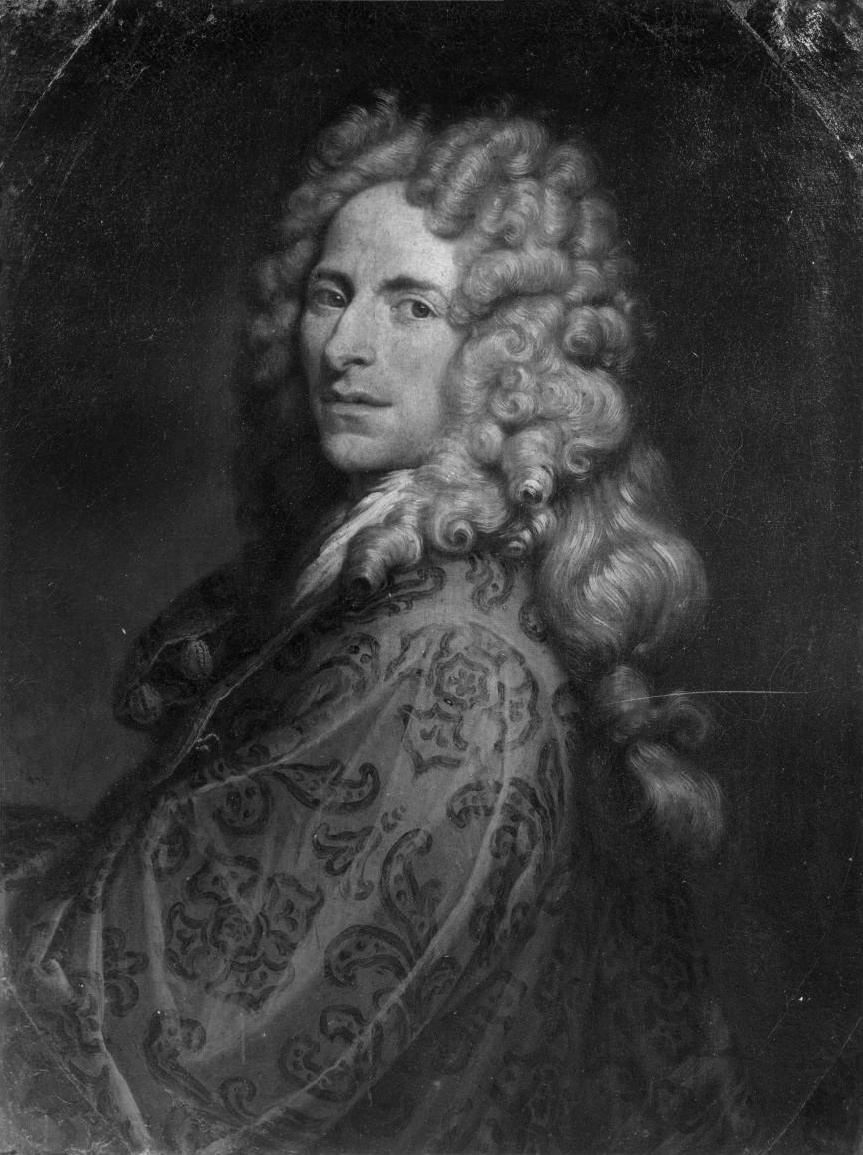
Francesco Galli da Bibbiena

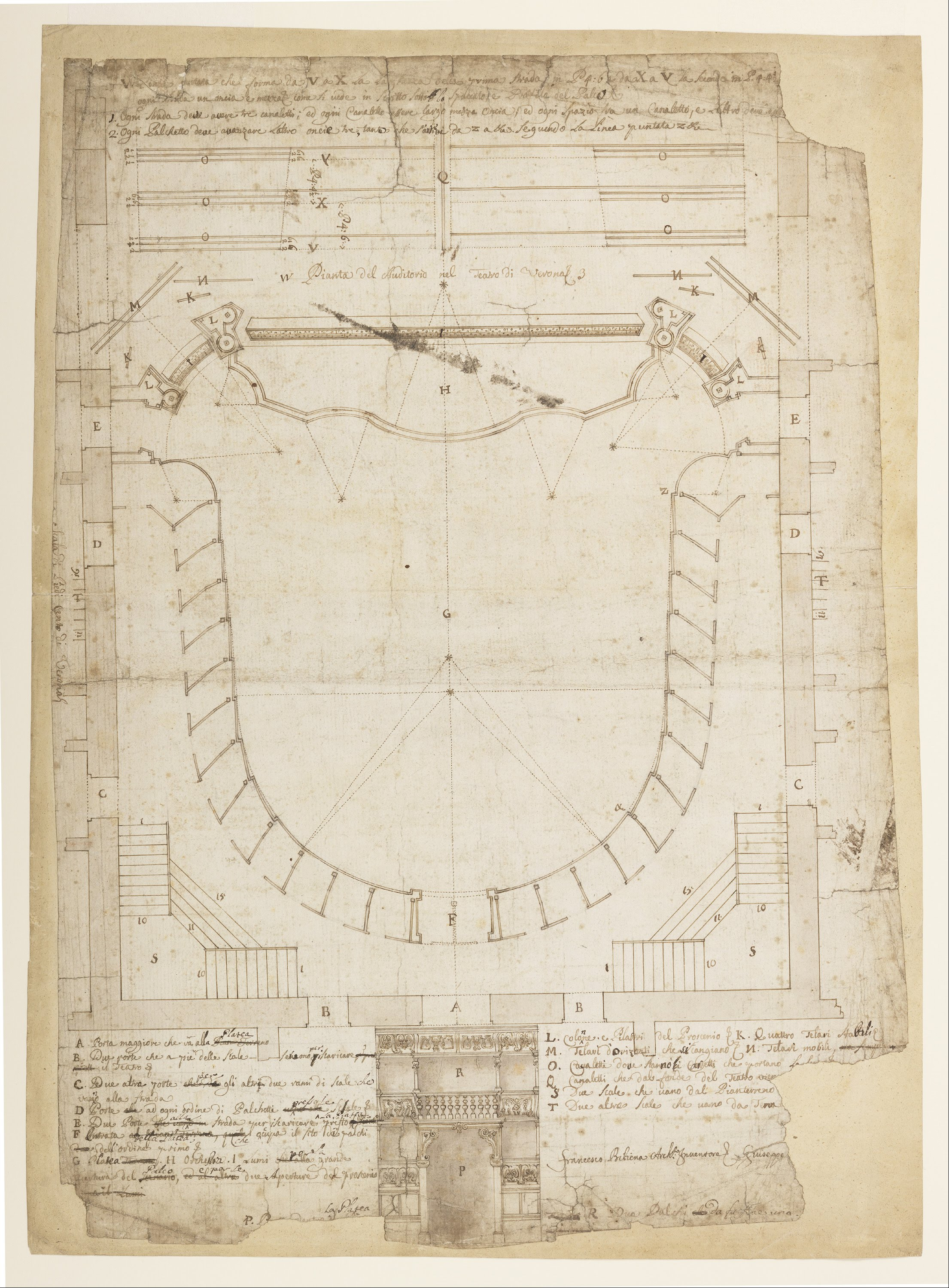
Panta de la sala de 1732

## Historia
Verona necesitaba un teatro de ópera nuevo y permanente a principios del siglo XVIII, por lo que se decidió construir uno en pleno centro de la ciudad por iniciativa del marqués Escipión Mafei, que presentó una solicitud al Senado veneciano para que se construyera el teatro. Se optó por una estructura a la italiana, con una vasta platea y gradas de palcos una sobre otra. El arquitecto de teatros más importante de la época, Francesco Galli da Bibbiena, fue el encargado del diseño. Las obras comenzaron en 1716 y duraron 13 años. Grabadores y pintores vinieron de toda Europa para conocerlo, ya que era uno de los más modernos e innovadores de la época. Se inauguró la noche del 6 de enero de 1732, con la ópera La Fida Ninfa, de Antonio Vivaldi, y libreto del mismo Escipión Mafei.
La temporada de ópera se hizo famosa, y las representaciones fueron muy lucrativas, aun no siendo Verona una capital de Estado ni sede de una corte o un príncipe. Sin embargo, el 21 de enero de 1749 se produjo un incendio en el teatro. Reconstruido con algunos cambios, se inauguró por segunda vez en 1754 con la ópera Lucio Vero, del napolitano Davide Perez. La ópera tuvo poco éxito. Durante el siglo XIX, tuvieron lugar en el teatro una larga serie de representaciones, como la Cantata Il vero omaggio de Gioachino Rossini, interpretada con el segundo acto de la ópera Teobaldo e Isolina de Francesco Morlacchi, en una gala organizada en presencia del emperador Francisco II y de los demás soberanos europeos presentes en la ciudad con motivo del Congreso del otoño de 1822. El teatro acogió a cantantes internacionales, y en su repertorio aparecieron las más famosas óperas del melodrama italiano y extranjero.
Esto condujo a la trágica noche del 23 de febrero de 1945 cuando el teatro se derrumbó bajo los bárbaros bombardeos angloamericanos (la guerra estaba decidida). La Academia Filarmónica anunció que intentaría reconstruir el teatro para que quedara como antes. Las obras duraron casi treinta años: el teatro se inauguró de nuevo en 1975 con la ópera Falstaff ossia Le tre burle de Antonio Salieri. A día de hoy, el teatro sigue acogiendo óperas, ballets y conciertos en la temporada de invierno. En 1978 tuvo lugar un importante estreno moderno del Orlando furioso, de Antonio Vivaldi. La ópera se había grabado por primera vez, bajo la batuta de Claudio Scimone, el año anterior, y el montaje de Pier Luigi Pizzise exportaría más tarde a todo el mundo (Nancy, París, San Francisco) y también se grabaría en vídeo.
Desde 1981, la Accademia Filarmonica di Verona organiza los Septiembre de la Academia (Settembre dell'Accademia): una revista sinfónica que se celebra anualmente en septiembre y en la que participan grandes conjuntos orquestales. En la década de 1990, el teatro llevó a cabo una importante recuperación de algunas obras barrocas olvidadas (por ejemplo, Teresa y Claudio de Farinelli, Axur de Salieri, Tamerlano de Vivaldi). En 2008 acogió el estreno italiano de Nixon in China, mientras que la temporada siguiente se abrió con un estreno mundial: Il Maestro di Go de Alessandro Melchiorre. En 2009 se estrenó Il mondo alla rovescia, de Antonio Salieri. A partir de 2010, se decidió que el 13 de diciembre (día de Santa Lucía) sertía la fecha de inicio de la temporadas. El 10 de octubre de 2013 se estrenó Poema del alba, de Boris Pigovat, con Anna Serova a la viola y Nicola Guerini al frente de la Orquesta Sinfónica de Zagreb - HRT, en el marco de los Settembre dell'Accademia para celebrar la entrada de Croacia en la Unión Europea.
El último estreno celebrado en el Teatro Filarmónico fue la ópera en tres actos «Shylock» de Aldo Finzi, representada en forma de concierto el 8 de diciembre de 2022, y promovida por la Comunidad Judía Veronesa y la Región del Véneto, con Nicola Morello al piano.

## Descripción

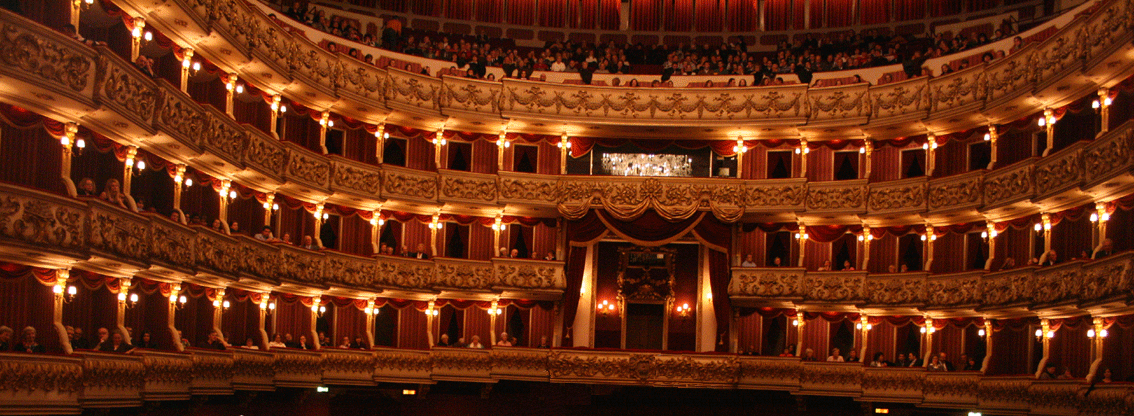
Teatro Filarmónico

La arquitectura original del teatro se perdió con la destrucción del teatro en 1749 y 1945, pero con la última renovación se recuperaron los principales elementos del Bibbiena. Sólo la Sala Mafeyana resultó indemne del incendio de 1749 y los bombardeos de la Segunda Guerra Mundial.

### La Sala

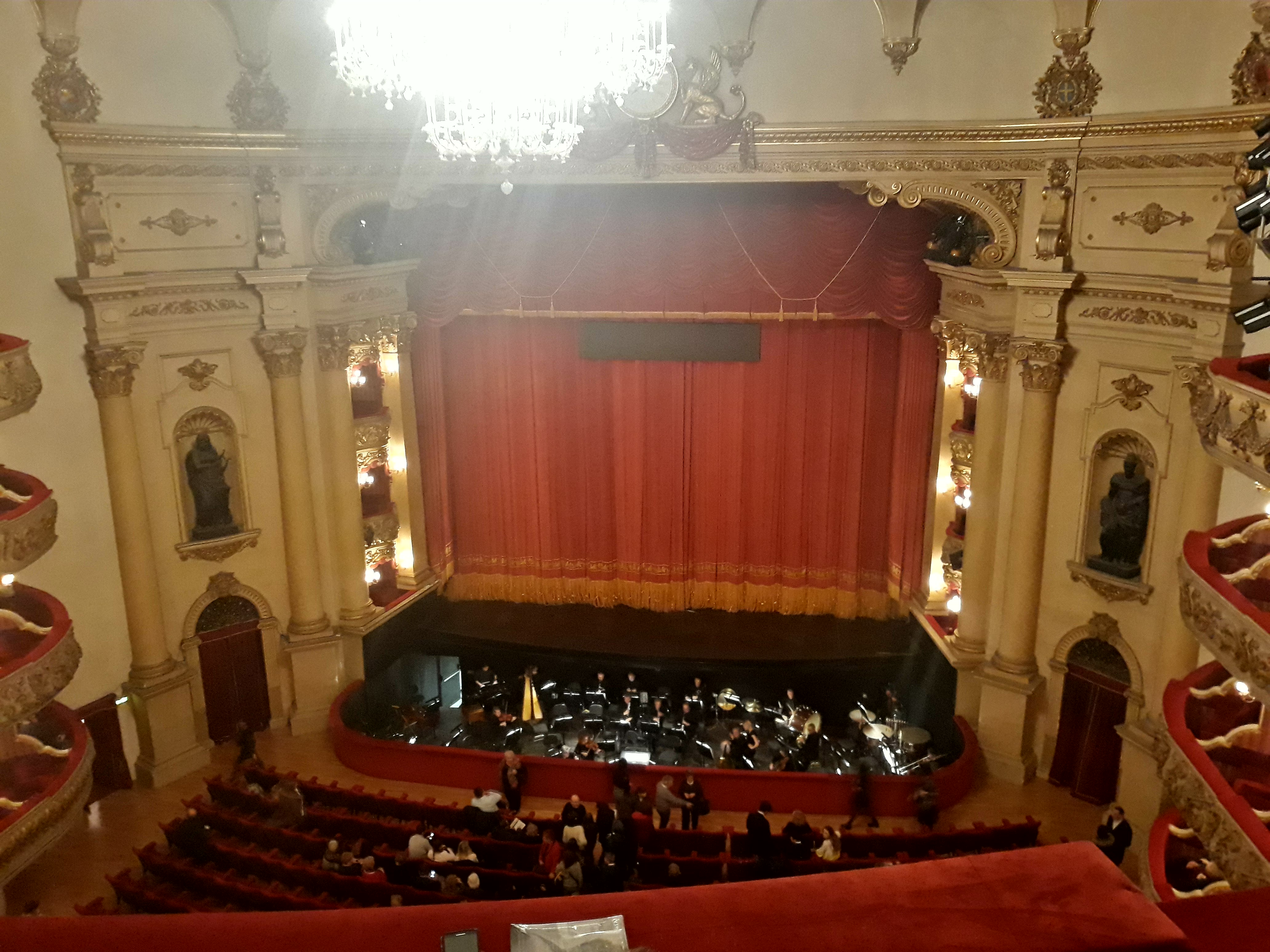
Vista del escenario

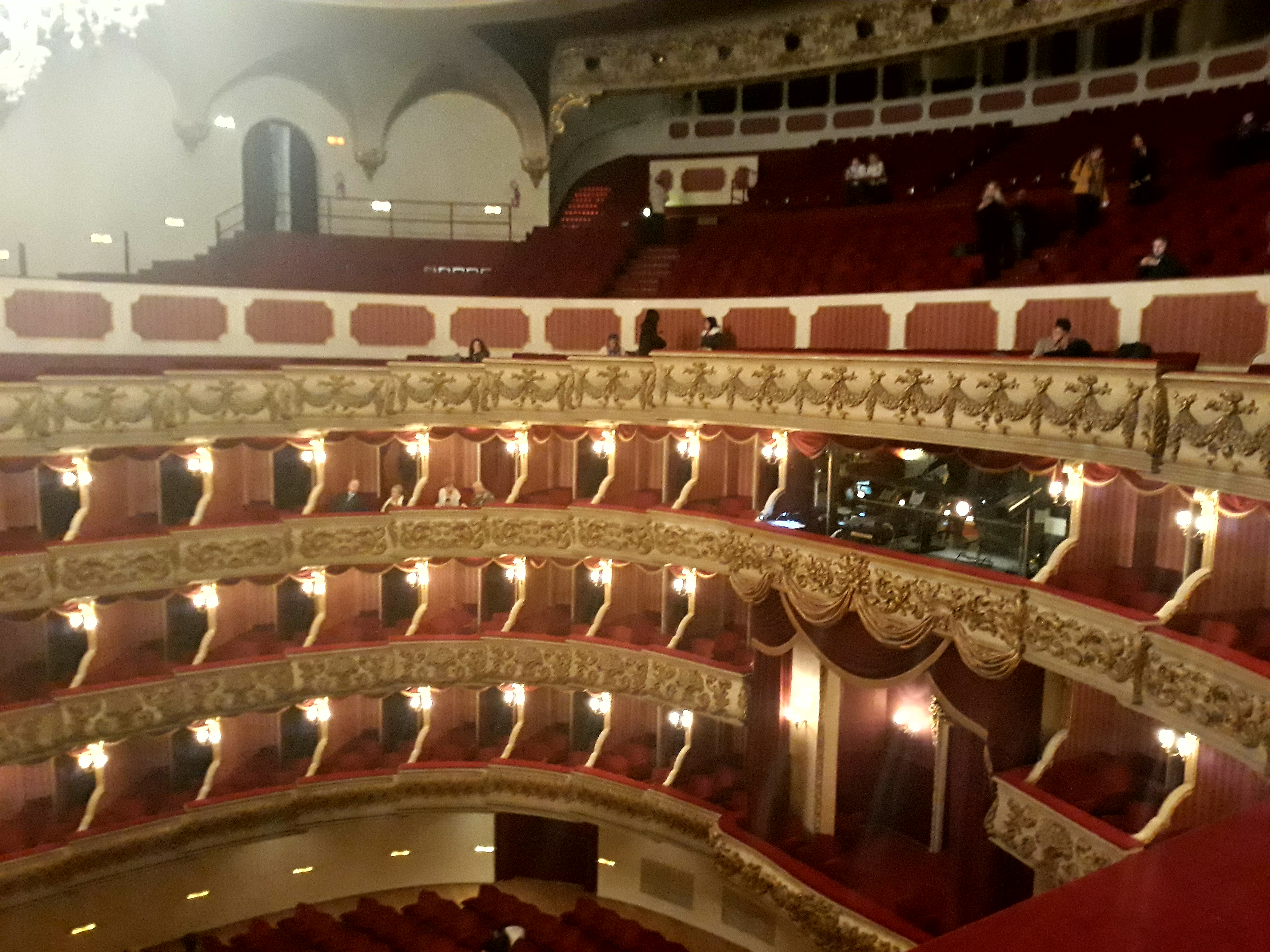
La sala

La estructura actual del teatro es el resultado de la renovación que tuvo lugar después de la Segunda Guerra Mundial, cuando se recuperaron los  los diseños originales de Francesco Galli da Bibbiena. Galli creo un teatro con gran sala a la italiana y palco de cinco pisos, decorado con hojas y conchas doradas en oro fino que iban degradándose (reduciéndose en tamaño) hacia el escenario para ofrecer una buena visión a todos los espectadores (un diseño innovador en su época). El escenario poder dividirse en tres partes (algo que sólo se repitió posteriormente en el teatro Imola).
Después del incendio de 1749, se introdujeron algunos cambios: se redujo el proscenio cerrando las aberturas laterales, se estrechó algo el escenario para hacerlo más armonioso para los cantantes, se añadieron palcos de proscenio, se eliminó la degradación de los palcos y se modificaron las decoraciones. El teatro inaugurado en 1966 tiene tres pisos de palcos (cada uno con una decoración dorada diferente), una balconada y una galería. 

### El vestíbulo
El vestíbulo del Teatro Filarmónico también se conoce como «sala de los espejos», por sus numerosos adornos y espejos dorados. Se puede acceder al vestíbulo desde las entradas laterales del teatro en Via Roma y Via dei Mutilati o desde la Sala Mafeyana.

### La Sala Mafeyana
La Sala Mafeyana es la única parte intacta del edificio original del teatro: sobrevivió a las dos catástrofes que asolaron la Filarmónica.
El 5 de enero de 1770, tuvo lugar aquí una actuación de Wolfgang Amadeus Mozart que asombró a toda la Academia Filarmónica hasta tal punto que el joven músico fue nombrado Maestro de Capilla honorario.
Entre 1777 y 1779 se consolidó y embelleció con frescos y decoraciones del pintor boloñés Filippo Maccari (1725-1800). En el siglo XIX se añadieron un suelo de madera y una lámpara de araña.
Inicialmente, el nombre de la sala era «Gran Sala», y lo era, junto con los pronaos situados frente a ella. Formaba parte de un proyecto anterior al de la Bibiena (el teatro de Galli). Más tarde, se dedicó a Escipión Mafei por sus méritos con el teatro, la cultura y la ciudad de Verona.

## Estrenos
- 1732: La fida ninfa de Antonio Vivaldi
- 1735: L'Adelaide de Antonio Vivaldi
- 1735: Bajazet de Antonio Vivaldi
- 1737: Catone in Utica de Antonio Vivaldi
- 1741: Artaserse de Pietro Chiarini
- 1742: Amor fa l'uomo cieco de Pietro Chiarini
- 1743: Il Ciro riconosciuto  de Pietro Chiarini
- 1743: I fratelli riconosciuti  de Pietro Chiarini
- 1744: Tigrane de Daniel Dal Barba
- 1744: Meride e Salimunte  de Pietro Chiarini
- 1744: Alessandro nelle Indie de Pietro Chiarini
- 1748: Lo starnuto d'Ercole de Daniel Dal Barba
- 1749: Il finto Cameriere de Daniel Dal Barba
- 1750: Ciro in Armenia de Daniel Dal Barba
- 1751: Artaserse de Daniel Dal Barba
- 1754: Lucio Vero de Davide Perez
- 1761: Alessandro nelle Indie de Daniel Dal Barba
- 1775: Isola di Calipso de Giuseppe Gazzaniga
- 1775: La contessina de Niccolò Piccinni
- 1822: Il vero omaggio de Gioachino Rossini [2]
- 1830: Malek-Adel de Giuseppe Nicolini
- 1901: Le maschere de Pietro Mascagni
- 1997: Il gatto con gli stivali de Marco Tutino
- 2008: Nixon in China de John Adams (prima italiana)
- 2008: Il Maestro di Go de Alessandro Melchiorre.